# JuBu Buch des Monats
Das JuBu Buch des Monats ist die monatliche Auszeichnung durch eine Kinder- und Jugendbuchjury, deren Mitglieder jünger als 18 Jahre sind. Die „Jubu-Crew – Arbeitsgemeinschaft Jugendbuch Göttingen“ wurde 1972 mit Hilfe des Jugendbuchautors Hans-Georg Noack gegründet. Die Jury aus Kindern und Jugendlichen wählt einmal im Monat das „Buch des Monats“ und am Ende des Jahres eines davon zum „Buch des Jahres“. Rezensionen über die ausgezeichneten Bücher verschickt die Jubu-Crew an ungefähr 350 Interessenten (Verlage, Autoren, Fachzeitschriften, Schulen, Bibliotheken und Privatpersonen). Die Jubu-Crew war von 2003 bis 2008 eine von sechs Jugendjurys des Deutschen Jugendliteraturpreises.

## Auszeichnungen
- 2006: Jugendpreis der Johanniter-Hilfsgemeinschaft Göttingen
- 2007: Niedersächsischer Familienpreis – Erster Preis für „Freiwilliges Engagement“

## Ausgezeichnete Bücher
1994
- 6: Ein Lächeln für Lucia von Karin Jäckel
- 10: Hexen Hexen heute noch? von Barbara Wendelken

1996
Buch des Jahres: Spring über deinen Schatten von Gerda van Erkel
1997
- 10: Hannah von Renate Günzel-Horatz
- 11: Der Kuss meiner Schwester von Jana Frey

1998
Buch des Jahres: Das Museum der gestohlenen Erinnerungen von Ralf Isau
- 2: Das Museum der gestohlenen Erinnerungen von Ralf Isau

1999
Buch des Jahres: Das Netz der Schattenspiele von Ralf Isau
- 1: Felix Faber – Übers Meer und durch die Wildnis von Rainer M. Schröder
- 11: Das Netz der Schattenspiele von Ralf Isau

2003
- 7: Die Wellenläufer von Kai Meyer
- 10: Nachgefragt: Politik von Christine Schulz-Reiss

2004
Buch des Jahres: Das Orangenmädchen von Jostein Gaarder
- 1: Das Orangenmädchen von Jostein Gaarder
- 2: Der Gürtel des Leonardo von Albrecht Gralle
- 3: Zwölf von Nick McDonell
- 4: Mond über Marrakesch von Waldtraut Lewin
- 5: Die große Frage von Wolf Erlbruch
- 6: Kaltes Schweigen von Mats Wahl
- 7: Das Abenteuer des Denkens – Roman über Albert Einstein, von David Chotjewitz
- 8: Frei von Furcht und Not – Ein Menschenrechte-Lesebuch über die wirtschaftlichen und sozialen Rechte, herausgegeben von Reiner Engelmann und Urs M. Fiechtner
- 9: Die Schwester der Zuckermacherin von Mary Hooper
- 10: Kinder rund um die Welt – Menschen, Länder und Kulturen von Antony Mason
- 11: Ein Apfel für den lieben Gott von Hermann Schulz
- 12: Weiße Blüten im Gelben Fluss von Carolin Philipps

2005
Buch des Jahres: Schwein gehabt, Zeus von Paul Shipton
- 1: Soap oder Leben von Mats Wahl
- 2: Die Wassermagier von Alua von Jonas Torsten Krüger
- 3: Geheimversteck Hotel Atlantic – Eine wahre Geschichte von Mirjam Elias
- 4: Eve Green von Susan Fletcher
- 5: Lauf um dein Leben von Els Beerten
- 6: Schwein gehabt, Zeus von Paul Shipton
- 7: Tanith, die Wolfsfrau von Sherryl Jordan
- 9:  Miesel und der Kakerlakenzauber von Ian Obilvy
- 10: Die goldene Stadt von K. M. Grant
- 11: Bartimäus – Das Auge des Golem von Jonathan Stroud
- 12: Feuerschlucker von David Almond

2006
Buch des Jahres: Asche fällt wie Schnee von Jerry Spinelli
- 1: Gewitterfische von John Halliday
- 2: Worüber keiner spricht von Allan Stratton
- 3: Kleine Schritte von Louis Sachar
- 4: Miesel und der Drachenhüter von Ian Ogilvy
- 5: Leihst du mir deinen Blick? von Valérie Zenatti
- 6: Ich hab dir mee(h)r versprochen von Ian Bone
- 7: Boy2Girl von Terence Blacker
- 8: Asche fällt wie Schnee von Jerry Spinelli
- 9: Ich, Coriander von Sally Gardner
- 10: Bis(s) zum Morgengrauen von Stephenie Meyer
- 12: Piratenblut von Annejoke Smids

2007
- 1: Drachenglut von Jonathan Stroud
- 2: Das Schweigen der Eulen von Jan De Leeuw
- 3: Bar Code Tattoo von Suzanne Weyn
- 4: Eine wie Alaska von John Green
- 5: Nick & Norah – Soundtrack einer Nacht von Rachel Cohn und David Levithan
- 6: Fletcher Moon – Privatdetektiv von Eoin Colfer
- 7: Was ich über die Liebe weiß von Kate le Vann
- 8: Der Tag der zuckersüßen Rache von Jaclyn Moriarty
- 9: Wir treffen uns, wenn alle weg sind von Iva Procházková
- 10: Im Fluss von Marlene Röder
- 11: Nachtland von Jan De Leeuw
- 12: Running Man von Michael Gerard Bauer

2008
- 1: Isola von Isabel Abedi
- 3: Der Kuss des Dämons von Lynn Raven

2010
- 1: Skulduggery Pleasant – Die Diablerie bittet zum Sterben von Derek Landy
- 2: Kleinstadtknatsch von Miriam Toews
- 3: Erebos von Ursula Poznanski
- 4: Anastasia Cruz – Die Höhlen von Aztlan von Dirk Reinhardt
- 5: Kaputte Suppe von Jenny Valentine
- 6: Das Haus der kalten Herzen von Sarah Singleton
- 7: Numbers – Den Tod im Blick von Rachel Ward
- 8: Die Tribute von Panem.Tödliche Spiele von Suzanne Collins
- 9: Houses of Night – Gezeichnet von P. C. Cast und Kristin Cast
- 10: Das absolut wahre Tagebuch eines Teilzeitindianers von Sherman Alexie
- 11: Love cuts von Mette Finderup
- 12: Keturah, Gefährtin des Todes von Martine Leavitt

2011
- 1: Alles in Ordnung von Ann Dee Ellis
- 2: Wish u were dead von Todd Strasser
- 3: Nach dem Sommer von Maggie Stiefvater
- 4: Werde das, was zu Dir passt von Michalis Pantelouris
- 5: Typisch – was dein Sternzeichen über dich verrät von Kelly Fischer
- 6: Lügnerin! von Justine Larbalestier
- 7: Sherlock Holmes: Das gefleckte Band von Arthur Conan Doyle, bearbeitet von Christel Espié
- 8: Mein Leben als Fee von Herbert Günther und Rotraut Susanne Berner
- 9: Ein Tag ohne Zufall von Mary E. Pearson
- 10: House of Night - Verbrannt von Kristin Cast und P. C. Cast
- 11: Das zweite Leben des Cassiel Roadnight von Jenny Valentine
- 12: Trash von Andy Mulligan

2012
- 1: In Liebe - Brooklyn von Lisa Schroeder
- 2: Die Farbe der Freundschaft von Linzi und Ulli und Herbert Günther
- 3: Göttlich verdammt von Josephine Angelini
- 4: Vaters Befehl oder Ein deutsches Mädel von Elisabeth Zöller
- 5: Wie man 13 wird und überlebt von Pete Johnson
- 6: Tote Mädchen schreiben keine Briefe von Gail Giles
- 7: Genie ist relativ von Manu Joseph
- 8: Der Junge mit dem Herz aus Holz von John Boyne
- 9: Streichholzburgen von Bettina Obrecht
- 10: Braune Erde von Daniel Höra
- 11: Dreams 'n Whispers von Kiersten White
- 12: Sieben Minuten nach Mitternacht von Patrick Ness und Siobhan Doud

2013
- 1: Lauf, wenn es dunkel wird von April Henry
- 2: Wieviel Leben passt in eine Tüte von Donna Freitas
- 3: Das Schicksal ist ein mieser Verräter von John Green
- 4: Latino King von Bibi Dumon Tak
- 5: Drei Songs später von Lola Renn
- 6: Du liebst mich nicht von Edeet Ravel
- 7: Weißt du eigentlich, dass du mir das Herz gebrochen hast? von Jess Rothenberg
- 8: Dead beautiful von Yvonne Woon
- 9: Starters von Lissa Price
- 10: Weil ich Layken liebe von Colleen Hoover
- 11: 43 Gründe, warum es aus ist von Daniel Handler und Maira Kalman
- 12: In einem Boot von Charlotte Rogan

2014
- 1: Der Geschmack von Glück von Jennifer E. Smith
- 2: 99 und (m)ein Wunsch von Erica Bertelegni
- 3: Wo die Liebe tötet von Jennifer Shaw Wolf
- 4: 28 Tage lang von David Safier
- 5: Blitz ohne Donner von Christa Ludwig